# Viacheslav Viktorovych Lysenko
Viacheslav Viktorovich Lysenko (tiếng Ukraina: В'ячеслав Вікторович Лисенко; sinh ngày 12 tháng 10 năm 1970, tại Cherkasy, Ukraina) là một doanh nhân và nhân vật của công chúng người Ukraina. Ông là đồng sở hữu công ty vận chuyển và hậu cần quốc tế Meest China.

## Tiểu sử
Viacheslav sinh ngày 12 tháng 10 năm 1970 tại Cherkasy. Ông từng là vận động viên bơi lội chuyên nghiệp. Năm 1989, Viacheslav Lysenko từng vô địch giải đấu đa môn thể thao biển, đại diện cho Liên Xô. Từ năm 1989 đến năm 1992, ông là huấn luyện viên bơi lội.
Năm 1990, Lysenko tốt nghiệp Viện Hải quân Cao cấp Nakhimov Sevastopol; Năm 1992, ông tốt nghiệp Đại học Công nghệ Nhà nước Cherkasy, Viện Quản lý Quốc tế, và Đại học Kỹ thuật Quốc gia Ukraina "Viện Bách khoa Igor Sikorsky Kyiv".

## Hoạt động kinh doanh
Vào những năm 1990, Viacheslav Lysenko trải qua nhiều nghề để trang trải cuộc sống. Năm 2000, ông đến Kyiv sau khi thất bại trong kinh dianh tại quê nhà.
Vào đầu thập niên 2000, ông là Giám đốc điều hành của một doanh nghiệp bán buôn vật liệu xây dựng. Một năm sau, ông trở thành cổ đông của doanh nghiệp.
Năm 2004, ông thành lập công ty "Ukr-China Communication", đồng thời giữ chức chủ tịch công ty từ đó đến nay. Công ty làm trung gian giữa các doanh nghiệp Ukraina và các doanh nghiệp Trung Quốc, giúp các doanh nhân Ukraina thâm nhập thị trường Trung Quốc. Đồng thời, vào năm 2018, ông đã thành lập dự án "SLAVINVEST" để giúp các doanh nhân trẻ thực hiện các quy trình kinh doanh và các chương trình quản lý khủng hoảng phức tạp.
Từ năm 2011, ông đã sáng lập nhiều câu lạc bộ kinh doanh với đông đảo hội viên tại Ukraina như Câu lạc bộ CEO, Câu lạc bộ doanh nghiệp trẻ, Câu lạc bộ 100.
Năm 2017, ông thành lập công ty Meest China và Ukr-China Logistics. Tính đến năm 2020, cả hai công ty đều giữ vị trí dẫn đầu trên thị trường vận chuyển hàng hóa từ Trung Quốc đến Ukraina. Hiện tại, Meest China là một công ty riêng biệt nằm trong hệ thống các công ty thuộc Tập đoàn Meest. Công ty có văn phòng đại diện riêng tại các khu vực công nghiệp trọng điểm của Trung Quốc (Bắc Kinh và Quảng Châu). Theo các chuyên gia, 75-90% hàng hóa được vận chuyển giữa Ukraina và Trung Quốc thuộc về công ty của ông.
Bên cạnh đó, năm 2017, ông đã thành lập "Câu lạc bộ doanh nhân trẻ", câu lạc bộ kinh doanh dành cho người trẻ tuổi có quy mô thành viên lớn nhất ở Ukraina. Ông cũng giữ chức ủy viên ban thanh tra của "Câu lạc bộ CEO Ukraina",[1] một tổ chức của các doanh nhân cấp cao của các công ty thuộc nhiều lĩnh vực khác nhau sở hữu doanh thu tối thiểu 15 triệu đô la Mỹ, thuộc nhiều lĩnh vực kinh doanh, quan điểm, giới tính và tuổi tác khác nhau.

## Hoạt động xã hội
Năm 2005, Viacheslav Lysenko sáng lập tạp chí "Ukr-China Communication". "Ukr-China Communication" là ấn phẩm đầu tiên chuyên về lĩnh vực kinh doanh giữa Ukraina và Trung Quốc. Tạp chí được xuất bản cho đến khi đình bản năm 2013.
Năm 2008, ông trở thành ủy viên Ban chấp hành Hiệp hội nhà Hán học Ukraina.
Năm 2017, ông thành lập Câu lạc bộ Doanh nhân trẻ.
Năm 2018, Viacheslav Lysenko đã lên tiếng chỉ trích sáng kiến của Bộ Tài chính trong việc đưa ra một tiêu chuẩn về việc giảm ngưỡng miễn thuế đối với các bưu kiện từ 150 euro xuống còn 22 euro. Ông tuyên bố rằng quy định như vậy có thể ảnh hưởng tiêu cực đến thương mại trực tuyến, thu nhập của chính phủ và người tiêu dùng.
Ông cũng là người đồng sáng lập câu lạc bộ "BUSINESS 100", tập hợp những người ủng hộ luật chống Kolomoisky.
Trong đại dịch COVID-19, ông đã cùng với các doanh nhân khác tham gia thành lập quỹ từ thiện "Dyshi" ("Hơi thở"). Các công ty có lãnh đạo là thành viên của câu lạc bộ CEO do Viacheslav Lysenko và các doanh nhân khác thành lập đã phân bổ 155 triệu euro để chống lại đại dịch COVID-19.
Vào tháng 5 năm 2020, Lysenko đã tham gia hội nghị quốc tế PALE-2020 ("POST-APOCALYPTIC LIFE ERA CONFERENCE"). Tại hội nghị, ông đã có bài phát biểu với tư cách là đại diện doanh nghiệp chia sẻ sáng tiến của mình về việc tích hợp khoa học vào kinh doanh.
Hiện nay, ông là một nhân vật có nhiều đóng góp tại các hội nghị dành riêng cho phát triển kinh doanh và quan hệ Ukraina-Trung Quốc. Ông tích cực truyền bá quan điểm của mình về triển vọng tăng trưởng chung với Trung Quốc.
Ông đã và đang có những hoạt động nhằm thúc đẩy những truyền thống cũng như cách làm của Trung Quốc đối với lĩnh vực kinh doanh ở Ukraina.

## Gia đình
Viacheslav kết hôn với Victoria Lysenko, người sáng lập và giám đốc của Bảo tàng Victoria và có hai người con.